# Crinia pseudinsignifera
Crinia pseudinsignifera är en groddjursart som beskrevs av Main 1957. Crinia pseudinsignifera ingår i släktet Crinia och familjen Myobatrachidae. IUCN kategoriserar arten globalt som livskraftig. Inga underarter finns listade i Catalogue of Life.